# مسجد عين الخيل

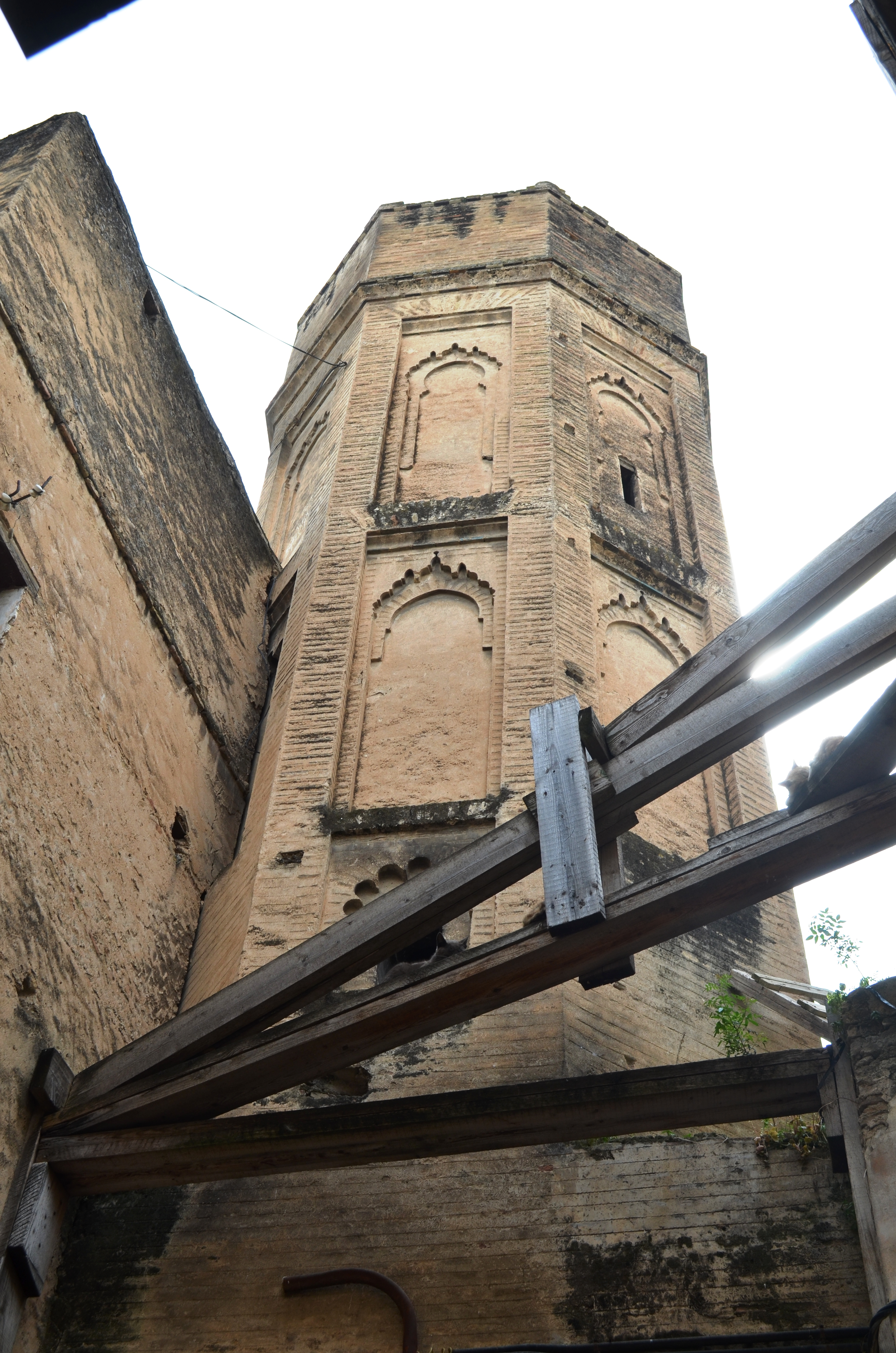
مئذنة المسجد

مسجد عين الخيل ، المعروف أيضًا باسم جامع الأزهر (يجب عدم الخلط بينه وبين الجامع الأزهر في القاهرة أو جامع لالة الزهر في فاس الجديد)، هو مسجد تاريخي في فاس البالي، مدينة فاس القديمة، المغرب.

## التاريخ
بُني المسجد لأول مرة في أواخر القرن الثاني عشر تحت سلالة الموحدين، ويقع في حي عين الخيل («ينبوع الخيل»). ومن الجدير بالذكر ارتباطه بابن العربي ، سيد الصوفية في الأندلس، والذي زار فاس عدة مرات وتردد كثيرًا إلى هذا المسجد للصلاة والتأمل في أواخر التسعينات.
وقد تعرض المسجد مؤخرًا لجهود ترميم وإعادة تأهيل بعد انهيار العديد من المنازل المجاورة في عام 2006، مما أسفر عن مقتل 10 أشخاص وتدمير جزء من المسجد. وتصدرت جهود الترميم وزارة الأوقاف والشؤون الإسلامية المغربية بالتعاون مع صندوق الآثار العالمي بهدف تعزيز ارتباط ابن عربي بفاس.

## هندسة معمارية
المسجد غير عادي من ناحيتين. إحداها الصومعة المثمنة، والذي يعتبر أمر نادر في فاس وفي أغلب المغرب حيث أن المآذن تكون بقاعدة قياسية مربعة. ومن خصائصه الأخرى غير العادية أنه يحتوي على قاعتين للصلاة على طابقين مختلفين. ومع ذلك ، فإن قاعات الصلاة في شكل البهو المعمد المعتاد مع صفوف من الأعمدة تدعم أقواس حدوة الحصان. ويضم المسجد أيضا فناء تتوسطه نافورة، مثل غيرها من صحون المساجد المغربية .